# Municipio de Huron (condado de Wayne)
El municipio de Huron (en inglés: Huron Township) es un municipio ubicado en el condado de Wayne en el estado estadounidense de Míchigan. En el año 2010 tenía una población de 15879 habitantes y una densidad poblacional de 171,09 personas por km².

## Geografía
El municipio de Huron se encuentra ubicado en las coordenadas 42°8′37″N 83°21′29″O / 42.14361, -83.35806. Según la Oficina del Censo de los Estados Unidos, el municipio tiene una superficie total de 92.81 km², de la cual 91.56 km² corresponden a tierra firme y (1.35%) 1.25 km² es agua.

## Demografía
Según el censo de 2010, había 15879 personas residiendo en el municipio de Huron. La densidad de población era de 171,09 hab./km². De los 15879 habitantes, el municipio de Huron estaba compuesto por el 93.06% blancos, el 2.53% eran afroamericanos, el 0.69% eran amerindios, el 0.73% eran asiáticos, el 0.01% eran isleños del Pacífico, el 0.49% eran de otras razas y el 2.49% pertenecían a dos o más razas. Del total de la población el 3.16% eran hispanos o latinos de cualquier raza.